# إصفهانجيق
إصفهانجيق هي قرية في مقاطعة مراغة، إيران. عدد سكان هذه القرية هو 814 في سنة 2006.